# Шафи Голдвасер
Шафрира Голдвасер (хебр. שפרירה גולדווסר‎, енгл. Shafrira Goldwasser) је америчко-израелска научница из области рачунарства која је 2012. године, заједно са Силвиом Микалијем, добила Тјурингову награду.